# Vauciennes (Marne)
Vauciennes is een gemeente in het Franse departement Marne (regio Grand Est) en telt 339 inwoners (1999). De plaats maakt deel uit van het arrondissement Épernay.

## Geografie
De oppervlakte van Vauciennes bedraagt 5,0 km², de bevolkingsdichtheid is 67,8 inwoners per km².
De onderstaande kaart toont de ligging van Vauciennes (Marne) met de belangrijkste infrastructuur en aangrenzende gemeenten.

## Demografie
Onderstaande figuur toont het verloop van het inwonertal (bron: INSEE-tellingen).